# Matthew Fontaine Maury
Matthew Fontaine Maury (14. ledna 1806 Spotsylvania County – 1. února 1873 Lexington, Virginia) byl americký astronom, historik, oceánograf, meteorolog, kartograf, spisovatel, geolog a pedagog.
Přezdívali mu „Průzkumník mořských stezek“, „Otec moderní oceánografie a námořní meteorologie“ a později i „Vědec moří“, vzhledem k jeho bohaté publikační činnosti. Zvláště oceňovaná byla kniha Physical Geography of the Sea z roku 1855, což bylo vůbec první rozsáhlé a vyčerpávající dílo z oboru oceánografie. Maury přispěl mnoha novými a důležitými poznatky, měl značný podíl na zmapování větrů a mořských proudů nejen na pravidelných trasách zaoceánských lodí.
V roce 1825, ve svých 19 letech, Maury vstoupil do námořnictva Spojených států amerických. Nejprve byl coby kadet na palubě fregaty USS Brandywine. Téměř okamžitě začal se studiem moří a způsobů zaznamenávání navigace. Po zranění nohy nebyl schopen další služby na moři. Maury se rozhodl věnovat svůj čas studiu navigace, meteorologie, větrů a mořských proudů. Stal se prvním náčelníkem Americké námořní observatoře a správcem Mapového a přístrojového skladu. Zde Maury studoval tisíce lodních deníků a map, své poznatky publikoval v práci Wind and Current Chart of the North Atlantic, ve které ukázal mořeplavcům, jak výhodně využít znalosti mořských proudů a větrů v navigaci a jak výrazně zkrátit délku plavby. Mauryho jednotný systém záznamu oceánografických dat přijala námořnictva a obchodní loďstva po celém světě a jeho systém byl využit při tvorbě map na všech důležitých obchodních trasách.
Se začátkem americké občanské války, se Maury coby rodák z Virginie, vzdal své funkce v americkém námořnictvu a připojil se ke Konfederaci. Válku strávil na Jihu i za mořem ve Velké Británii, kde se pokoušel získat lodě pro Konfederaci. Po válce přijal místo pedagoga na Virginském vojenském institutu v Lexingtonu. Zemřel ve svém domě v Lexingtonu v roce 1873 po zcela vyčerpávajícím celostátním přednáškovém turné.

## Životopis

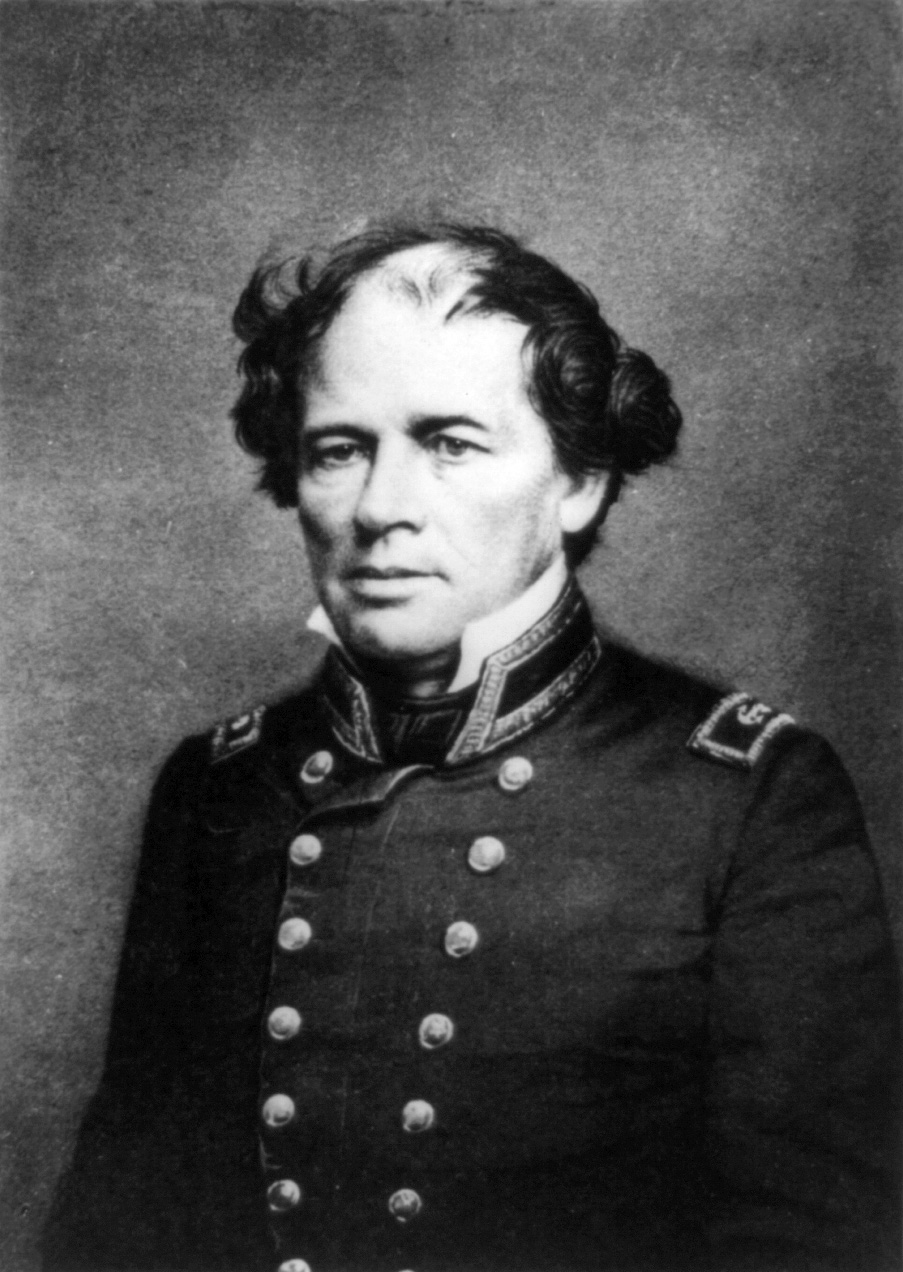
Lieut. Matthew Fontaine Maury U.S. Navy.

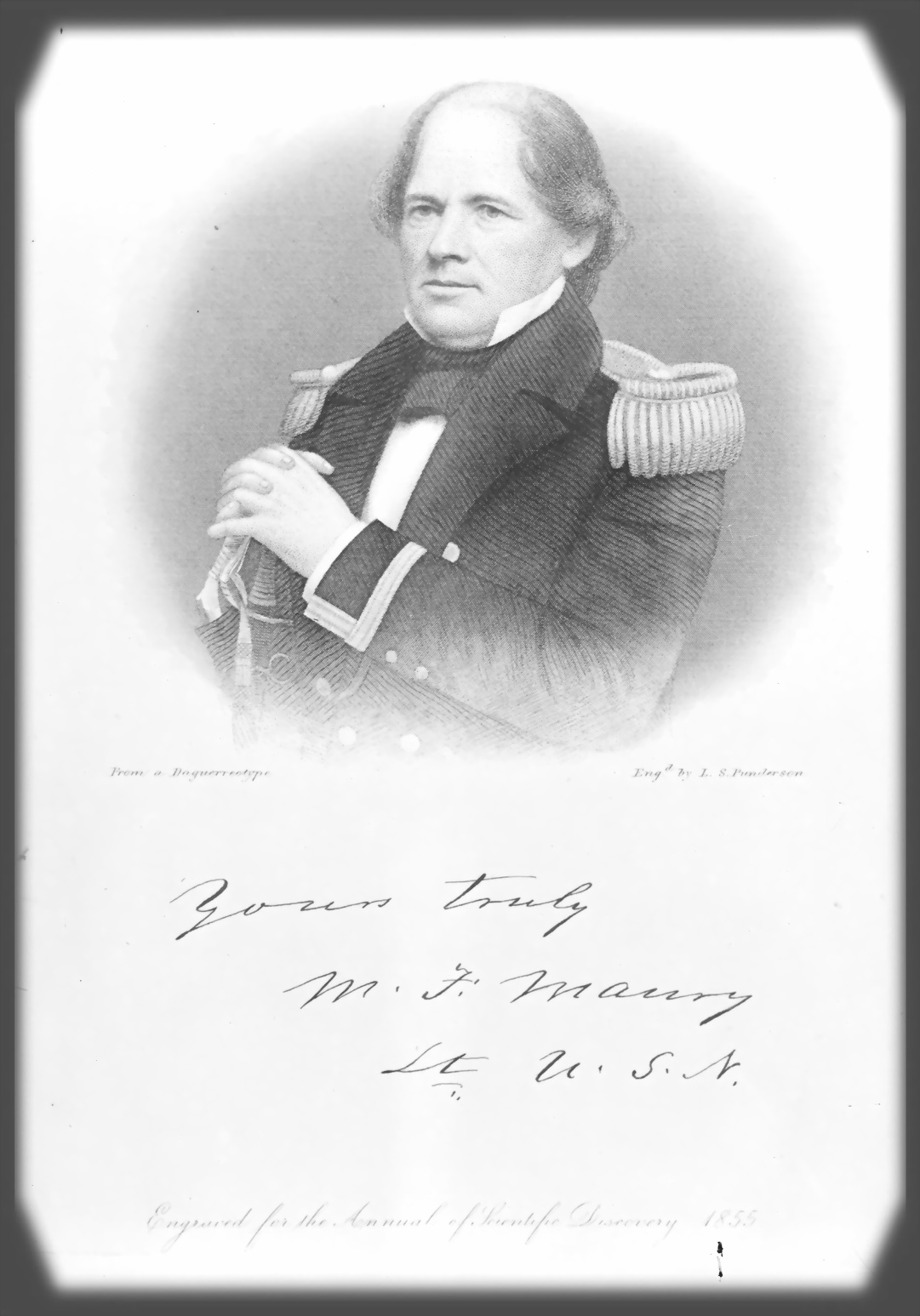
U.S.N. Matthew Fontaine Maury 1855

Maury pocházel z rodiny s huguenotskými předky, jejichž původ se dá vystopovat až do 15. století do Francie. Jeho děd (reverend James Maury) byl inspirujícím učitelem prezidenta Thomase Jeffersona. Maury měl i holandsko-americký původ v rodině Minorů z Virginie.
M. F. Maury se narodil v roce 1806 v Spotsylvania County ve Virginii, ale jeho rodina se záhy přestěhovala do Franklinu v Tennessee, to mu bylo pět. Toužil následovat námořní kariéru staršího bratra. Pobočníka admirála Johna Mauryho, který však dostal žlutou zimnici po bojích s piráty. Kvůli Johnově bolestivé smrti odrazoval otec Richard Mauryho od vstupu do námořnictva. Maury zvažoval nástup na West Point, kde by tenkrát pravděpodobně získal lepší vzdělání než u námořnictva. Ale místo toho v roce 1825, ve svých 19 letech, obdržel post u námořnictva, jmenování získal díky vlivu senátora Sama Houstona.
Maury se nalodil jako námořní kadet na palubu fregaty USS Brandywine, která vezla do Francie markýze de La Fayette. Téměř okamžitě začal se studiem moří a způsobů zaznamenávání navigace. Další ze zkušeností, která v něm prohloubila jeho zájem, bylo obeplutí světa na USS Vincennes.
Mauryho způsobilost k plavbě po moři měla náhlý konec, ve svých 33 letech utrpěl zranění kyčle a kolena při nehodě dostavníku. Poté veškerý svůj čas zasvětil studiu námořní meteorologie, navigaci, zmapování větrů a mořských proudů, hledání „mořských stezek“ – zmiňovaných v žalmu 8:8.
Maury znal Davidův žalm od dětství. V knize sepsané jeho dcerou, Dianou Fontaine Maury Corbin, z roku 1888 – A Life of Matthew Fontaine Maury, se píše na stranách 7 až 8: „Matthewův otec byl velmi pečlivý v náboženské průpravě své rodiny, nyní čítající pět synů a čtyři dcery, jmenovitě John Minor, Mary, Walker, Matilda, Betsy, Richard Launcelot, Matthew Fontaine, Catherine a Charles. Svolal je v noci, aby jim do rána, do nového dne, četl z Knihy Žalmů verš za veršem, takto důvěrně byl tento bosý chlapec [M. F. Maury] seznámen s Davidovými žalmy, že po celý život mohl doslovně odříkávat citáty jako by měl Bibli otevřenu před sebou.“
Tvrdá práce se mu vyplatila: V roce 1842 byl jmenován prvním náčelníkem Americké námořní observatoře. Na funkci rezignoval až v dubnu 1861. Prvořadým úkolem observatoře bylo zajišťování přesnosti lodních chronometrů, map a dalšího navigačního vybavení. Maury byl ve skutečnosti hlavním zastáncem založení státní observatoře, a vyzýval vědeckého nadšence, amerického prezidenta Adamse k vytvoření něčeho, čím nakonec námořní observatoř byla. Protože astronomie byla Adamsovým koníčkem, Maury Adamse na observatoři občas hostil.
Jako námořník si Maury poznamenával četné poučky od plavebních mistrů o vlivu nepříznivého větru a snášení lodě mořským proudem. Kapitáni zaznamenávali tato ponaučení a postřehy svědomitě do lodních deníků, ale ty byly zapomenuty. Na observatoři Maury objevil obrovskou sbírku starých lodních deníků a map uskladněných v lodních truhlách, některé byly až z doby vzniku amerického námořnictva. Maury pečlivě pročetl tyto lodní dokumenty a sesbíral údaje o větrech, tišinách a proudech ze všech moří ve všech ročních obdobích. Jeho přáním bylo předat sesbírané informace všem kapitánům.
Maury využíval staré lodní deníky k sestavení map migračních tras velryb. Velrybáři v tom čase občas vyplouvali na moře, aniž by přesně znali migrační trasy velryb.
Práce na mořských proudech ho přivedla do řad zastánců teorie o existenci Severozápadního průjezdu, stejně tak i k domněnce, že tato mořská cesta v blízkosti severního pólu je občas prostá ledu. Zdůvodnění bylo jednoduché. V denících ze starých velrybářských lodí byly vyobrazeny tvary a značky harpun. Harpuny nalezené v ulovených velrybách v Atlantském oceánu pocházely od velrybářů z Tichého oceánu a naopak, a to s takovou četností, že bylo nemožné, aby velryby migrovaly kolem mysu Horn.
Maury věděl, že velryby jsou savci, kteří se musí na hladině nadechnout, což ovšem rovněž znamenalo, že Severozápadní průjezd není trvale zamrzlý. Tato úvaha podněcovala mnohé mořeplavce k dalšímu hledání Severozápadního průjezdu.
Své poznatky publikoval v práci Wind and Current Chart of the North Atlantic, ve které ukázal mořeplavcům, jak výhodně využít znalosti mořských proudů a větrů v navigaci a jak výrazně zkrátit délku plavby. Jeho knihy Sailing Directions a Physical Geography of the Seas and Its Meteorology zůstávají i nadále uznávanými pracemi. Mauryho jednotný systém záznamu synoptických oceánografických dat přijala námořnictva a obchodní loďstva po celém světě a jeho systém byl využit při tvorbě map na všech důležitých obchodních trasách.
V jeho týmu na observatoři pracoval astronom James Melville Gilliss, poručík John Mercer Brooke, William Lewis Herndon, poručík Isaac Strain, John Minor Maury, Lardner Gibbon a další — ale jejich úkoly byly vždy jen dočasné, a noví lidé byli znovu a znovu zacvičováni. Tak Maury zpracovával astronomické a navigační práce, zatímco pro ně vytrvale školil nové pracovníky.
Co se týče reforem námořnictva, byl Maury jejich zastáncem, počítaje v to i námořní výcvik, který by konkuroval armádnímu West Pointu. Na tyto reformy Maury silně tlačil v "Scraps from the Lucky Bag" a mnoha dalšími novinovými články. A hodně změn se opravdu uskutečnilo, splnil se i Mauryho velký sen o založení námořní akademie.
Maury byl zastáncem založení mezinárodní námořní a pozemní povětrnostní služby. Poté, co zmapoval moře a proudy, pracoval na pozemních předpovědích počasí. Kongres odmítl financovat pozemní povětrnostní pozorování.

## Ocenění
Je považován za zakladatele oceánografie a námořní meteorologie.
Lunární kráter Maury a řada menších doprovodných kráterů jsou pojmenovány po Matthewovi Fontaineovi Maurym a mimo jiné i po jeho sestřenici Antonii Mauryové. Jde o jediné lunární krátery sdílející jména bratrance a sestřenice.